# (7897) Bohuška
(7897) Bohuška (1995 EL1) – planetoida z grupy pasa głównego asteroid okrążająca Słońce w ciągu 5 lat i 143 dni w średniej odległości 3,07 j.a. Została odkryta 12 marca 1995 roku.